# Цоколь Едісона

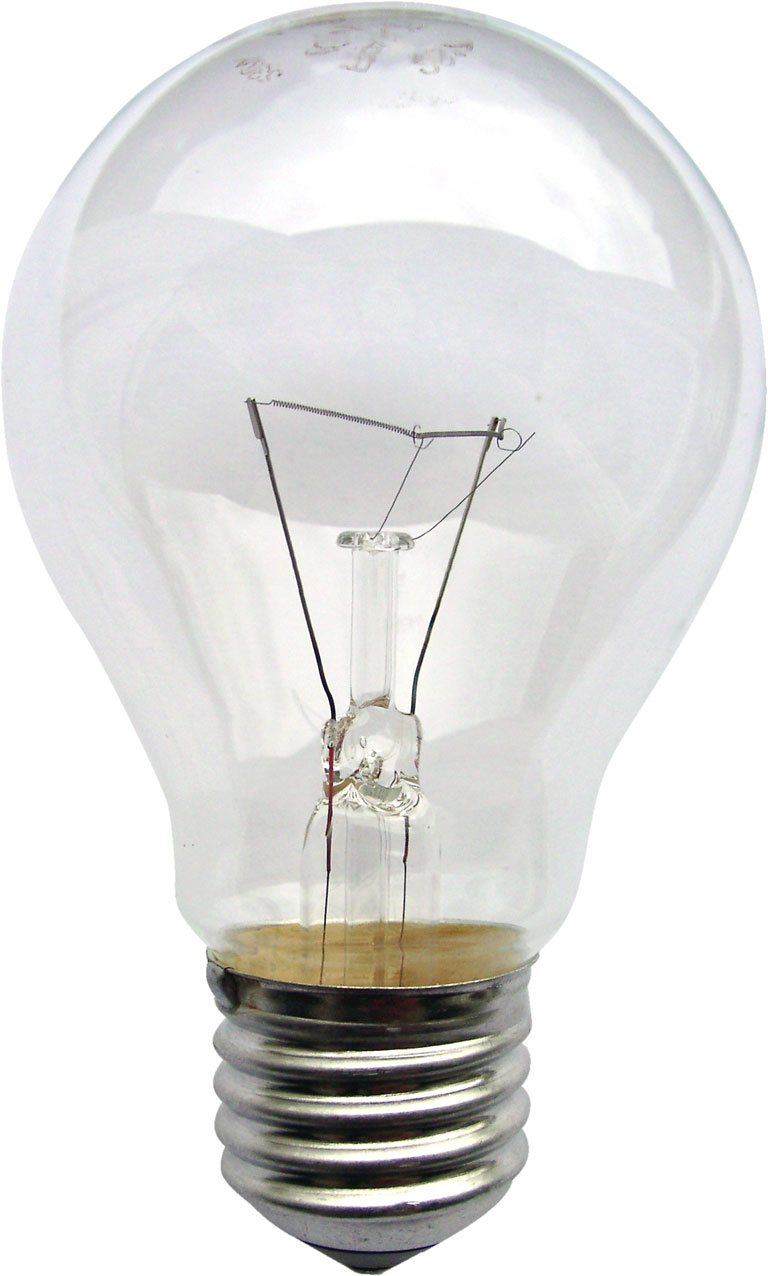
Лампа розжарювання з цоколем E27 (27 мм) 230/240 В змінного струму.

Цоколь Едісона — різьбова система швидкого з'єднання ламп розжарювання, що була розроблена Томасом Едісоном у 1909 році під торговою маркою Mazda. Позначення Exx відповідає діаметру у міліметрах. Так, цоколь E27 має діаметр 27 мм.
У США стандартним є розмір E26, також використовуються цоколі E12 для свічкоподібних ламп типу «міньйон» і E10 у деяких електричних гірляндах. E17 також поширені, особливо у деяких настільних лампах. У більшості країн, які використовують для побутового електропостачання напругу 230—240 В, найпоширенішими є цоколі E27 і E14. Також часто використовують так званий штиковий або байонетний роз'єм.
Цоколі великих розмірів використовуються для потужних ламп вуличного освітлення.

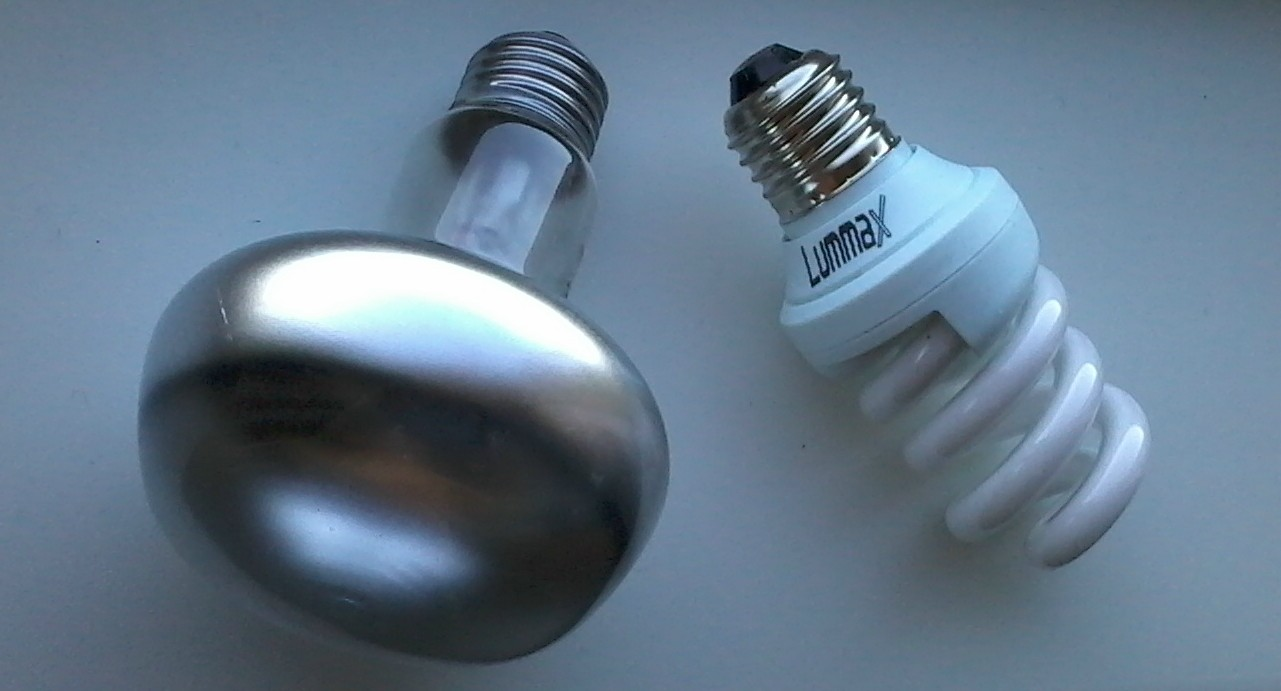
Компактна та рефлекторна лампа розжарення з цоколем Е27.

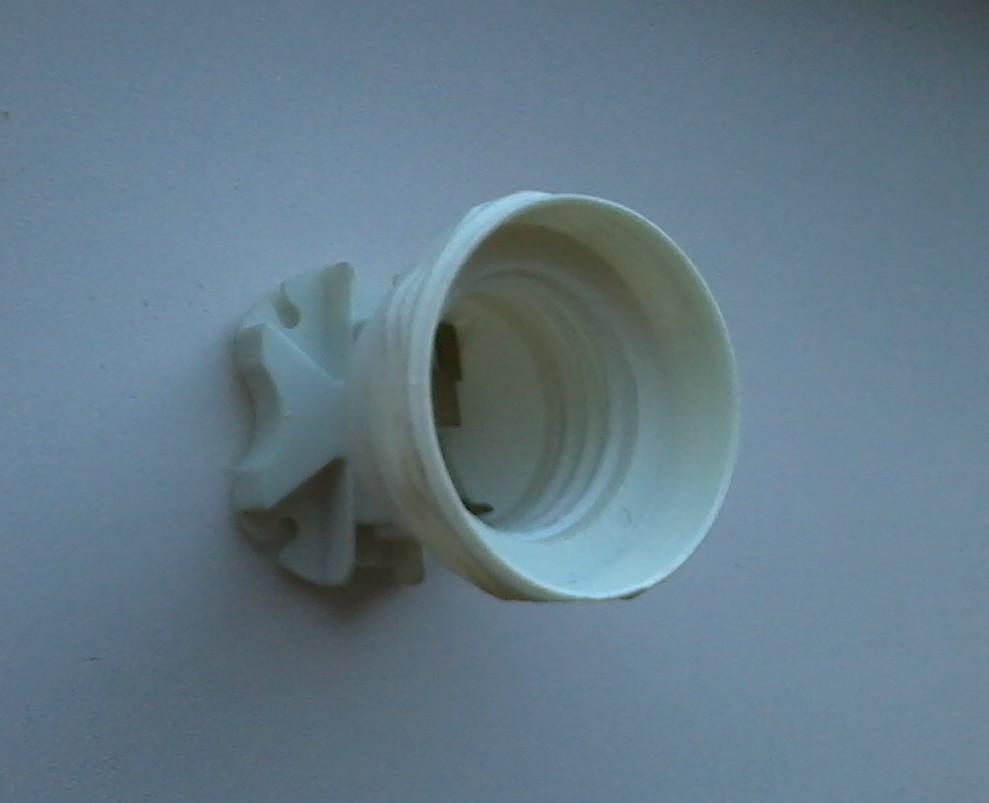
Патрон Е27 під цоколь Едісона.

## Розміри цоколів
| Тип         | Діаметр, мм | Найменування                     | Код по IEC               |
| ----------- | ----------- | -------------------------------- | ------------------------ |
| E5          | 5мм         | Мікроцоколь (LES)                | IEC 60061-1 (7004-25)    |
| E10         | 10мм        | Мініатюрний цоколь (MES)         | IEC 60061-1 (7004-22)    |
| E12         | 12мм        | Цоколь ламп типу «миньйон» (CES) | IEC 60061-1 (7004-28)    |
| E14         | 14-17мм     | Малий цоколь (SES)               | IEC 60061-1 (7004-23)    |
| E17 (110 В) | 14-17мм     | Малий цоколь (SES)               | IEC 60061-1 (7004-26)    |
| E26 (110 В) | 26-27мм     | Середній цоколь (ES)             | IEC 60061-1 (7004-21A-2) |
| E27         | 26-27мм     | Середній цоколь (ES)             | IEC 60061-1 (7004-21)    |
| E40         | 40мм        | Великий цоколь (GES)             | IEC 60061-1 (7004-24)    |